# Aerangis kirkii
Aerangis kirkii é uma espécie de orquídea monopodial epífita, família Orchidaceae, que habita Quenia, Malawi, Tanzânia, Moçambique e KwaZulu-Natal.